# Alfonso Albacete
Alfonso Albacete (Múrcia, 1963) és un director i guionista de cinema espanyol de pel·lícules com Más que amor, frenesí, Sobreviviré o Mentiras y gordas.

## Biografia
Va néixer a Múrcia l'any 1963 encara que viu en Madrid des dels 3 anys. Director de cinema i guionista. Des de petit se li desperta el cuquet del cinema, té molt clar que vol dedicar-se a fer pel·lícules, ho considera el seu somni i la seva passió, cinèfil, estudiós, gran amant del cinema i amb clars referents com Quentin Tarantino, Billy Wilder o François Truffaut. A l'hora d'accedir a la universitat opta per estudiar Ciències de la Informació en la UCM, actualment Ciències de la Comunicació.
Va començar els seus treballs com a vídeo-artista en els anys 80 amb títols com Trepanación, concierto en cinco movimientos que forma part de la mostra La Imagen Sublime del Museu d'Art Reina Sofia i ARCO, Costus sobre els pintors andalusos de la moguda o Banús sobre l'artista guatemalenc Ramón Banús.
Des d'aquests primers treballs fins que fa la seva primera pel·lícula, passa per moltes fases: forma part de l'equip de direcció a les ordres de Juan Antonio Bardem a la sèrie de TVE Lorca, muerte de un poeta (1987). També treballa en producció audiovisual per publicitat a Contrapunto, Madrid (1987-1988). Fa labors de realització en sèries de documentals com Centroamérica, cadena en acción (1990) (produïda per Johns Hopkins University, guanyadora del premi del Population Institute, Best Mitjana Award) a Centreamèrica, on passa tres anys treballant per a fundacions i creant vídeos d'ensenyament.
És també director i guionista del telefilm La niña que vio el mundo desde arriba (1991), rodat a Mèxic i Guatemala i produït per Mac Arthur Foundation. En 1996 s'uneix a David Menkes i Miguel Bardem amb qui funda Películas Frenéticas. Des de l'any 2010 dirigeix en solitari. Actualment combina la seva tasca de director i guionista amb la d'autor, publicant la seva primera novel·la Todo se mueve, editada per Pla B del grup Penguin Random House, que recull el relat de quatre dones i els seus deu secrets en un Madrid on res roman. És lletrista i autor de temes musicals al costat de Juan Sueiro, alguns com El viento y el león, interpretat per Zahara (cantant), està inclòs en la BSO de Solo Química. Ha estat nominat als premis Goya al costat de Juan Bardem Aguado pel tema "L'as el teu vue", compost especialment per al film de Fernando Colomo La banda Picasso (2013).
Ha estat director i guionista de nombrosos llargmetratges d'èxit amb premis internacionals, sent dues vegades nominat al Goya, i ha escrit guions al costat de Lucía Etxebarría i Ángeles González-Sinde. A més de convertir-se en èxits comercials, alguns dels seus films han marcat a més d'una generació de joves (i no tan joves).

## Filmografia
- Más que amor, frenesí (1996) [director, guionista]. Nominació als Premis Goya 1996 com a Millor Direcció Novella, seleccionada en el Festival de Sundance i Sant Sebastià, nominació a Millor Actor per a Gustavo Salmerón, Fotogrames de Plata, nominació a Millor Secundari per a Gustavo Salmerón. Unión de Actores.
- Atómica (a.k.a. “No me hables de los hombres que me pongo... Atómica”)(1998) [director, guionista]
- Albacete&Menkes. No la chupo No la chupo... porque tengo la boquita pequeña (en español). Temas de Hoy.  Temas de Hoy, 1998. ISBN 84-7880-950-9 [Consulta: 18 gener 2011].
- Sobreviviré (1999) [director, guionista], guanyadora del festival Gai/Lèsbic de Torí, premi del públic a Chicago, BSO Nominada als Premis de la Música Espanyola
- I Love You, Baby (2001) [director, productor i guionista] nominació a Millor Pel·lícula al Festival Gai/Lèsbic de Torí.
- Entre vivir y soñar (2004) [director, guionista]
- Mentiras y gordas (2009) [director, guionista], guanyadora del premi Shangay, premi de la joventut en Mix Mèxic, llarg recorregut per festivals de diversitat sexual, nominació a Millor Actor per a Hugo Silva, Fotogramas de Plata.
- Solo química (2015) [director, guionista]. Premis: 2015: Festival de Màlaga: Secció oficial llargmetratges (fora de concurs)